# Subsidio agrícola
Un subsidio agrícola (también llamado incentivo agrícola) es un incentivo gubernamental destinado a la producción agrícola con el objetivo de regular la producción agrícola. Los subsidios agrícolas permiten administrar el suministro de productos agrícolas e influir en el costo y el suministro de dichos productos. Ejemplos de tales productos incluyen: trigo, granos alimenticios (granos utilizados como forraje, maíz, sorgo, cebada y avena), algodón, leche, arroz, maní, azúcar, tabaco, semillas oleaginosas como la soja y productos cárnicos como carne de res, cerdo, cordero.
Las ayudas pueden ser de distintos tipos, que se pueden resumir en dos grupos fundamentales: ayudas directas (por kilos, superficies, cabezas de ganado, etc) o ayudas indirectas (rebaja de impuestos sobre productos o gastos necesarios para la actividad agraria).

## Historia
Los subsidios agrícolas se instituyeron originalmente para estabilizar los mercados, ayudar a los agricultores de bajos ingresos y ayudar al desarrollo rural. En los Estados Unidos, el presidente Franklin D. Roosevelt firmó la Ley de Ajuste Agrícola, que creó la Administración de Ajuste Agrícola ( AAA). Esto vino como resultado de la serie de programas, proyectos de obras públicas, reformas financieras y regulaciones promulgadas por el presidente conocido como New Deal. La AAA ayudó a regular la producción agrícola al reducir el excedente y controlar el suministro de productos agrícolas en la sociedad. Mediante el control de siete cultivos (maíz, trigo, algodón, arroz, maní, tabaco y leche), el Congreso pudo equilibrar la oferta y la demanda de productos agrícolas al ofrecer el pago a los agricultores a cambio de que estos dejaran de cultivar parte de sus tierras. A diferencia de los subsidios tradicionales que promueven la producción de productos, el Congreso reconoció que los precios agrícolas necesitaban ser impulsados y lo hizo limitando la producción de estos cultivos.
Dentro de la Unión Europea, la agricultura está subvencionada o subsidiada, teniendo un gran peso en las rentas de los agricultores en ciertos productos.
La Unión Europea a través de la Política agrícola común  (PAC) y de las OCM (Organizaciones Comunes de Mercados), regula y subvenciona de distintos modos las producciones agrícolas. Esto lo hace principalmente a través de 3 mecanismos:
- Intervención (compra de producciones a los agricultores cuando los precios en el mercado UE, bajan de cierto precio marcado previamente).
- Ayudas directas a superficies (por hectárea) o cabezas de ganado.
- Ayudas para el intercambio con terceros países (restituciones a la exportación)

Están criticadas estas medidas que hacen que los precios del mercado mundial estén demasiado bajos al detrimento de los agricultores de los países pobres.
En Europa, la Política Agrícola Común (PAC) se lanzó en 1962 para mejorar la productividad agrícola. Según la Comisión Europea, el acto tiene como objetivo
- Apoyar a los agricultores y mejorar la productividad agrícola, para que los consumidores tengan un suministro estable de alimentos asequibles.
- Garantizar que los agricultores de la Unión Europea (UE) puedan ganarse la vida razonablemente
- Ayudar a combatir el cambio climático y la gestión sostenible de los recursos naturales.
- Mantener zonas rurales y paisajes en toda la UE.
- Mantener viva la economía rural promoviendo empleos en la agricultura, industrias agroalimentarias y sectores asociados.[4]